# Reichskommissariat Don-Wolga
Reichskommissariat Don-Wolga, (em português:  Comissariado do Reich Rostóvia do Dom), foi um regime teórico de ocupação civil da Alemanha nazista discutido durante os primeiros estágios do planejamento alemão para a ocupação de territórios na União Soviética, Operação Barbarossa, é um dos vários outros Reichskommissariats. Também é referido nos memorandos alemães simplesmente como Dongebiet ("território do Dom").
Deveria se estender aproximadamente do Mar de Azove até a República Alemã do Volga, uma área sem quaisquer fronteiras naturais, unidade econômica ou uma população homogênea. Sua capital seria a Rostóvia do Dom. Dietrich Klagges, o Ministro-Presidente de Brunswick, foi proposto pelo líder nazista Alfred Rosenberg como seu Reichskommissar.
Embora cinco regimes de ocupação tivessem sido originalmente previstos, ele acabou sendo abandonado porque não tinha um objetivo político específico e porque as autoridades alemãs haviam decidido, na segunda metade de maio de 1941, limitar o número de unidades administrativas a serem estabelecidas no leste para quatro. Por sugestão de Rosenberg, seu território foi dividido entre o Reichskommissariat Ukraine e o Reichskommissariat Kaukasus, o que foi aceito por Adolf Hitler.  Outras fontes afirmam que seu território cobre 55.000 km², e incluindo apenas o território posteriormente adicionado ao Reichskommissariat Ukraine, compreendendo seu eventualmente planejado Generalbezirk Rostov, Voronej e Saratov.